# Léon Serpollet
Léon Serpollet (Culoz (Francia Jura), 1858.  április 4. - Párizs, 1907. február 13.) francia mérnök.

## Életpályája
Már 17 éves korában gőzzel hajtott kis kocsit szerkesztett, majd Párizsban telepedett le. Első autóját 1881-ben szerkesztette meg.  1888-ban koksszal fűtött háromkerekű gőzkocsit épített. Rendszerét  hamarosan kiszorította a benzinüzemű motor alkalmazása.

## Emlékezete
- Párizs 18. kerületében (Montmartre) tér neve őrzi emlékét.
- Párizsban emlékművet állítottak neki.

## Képgaléria

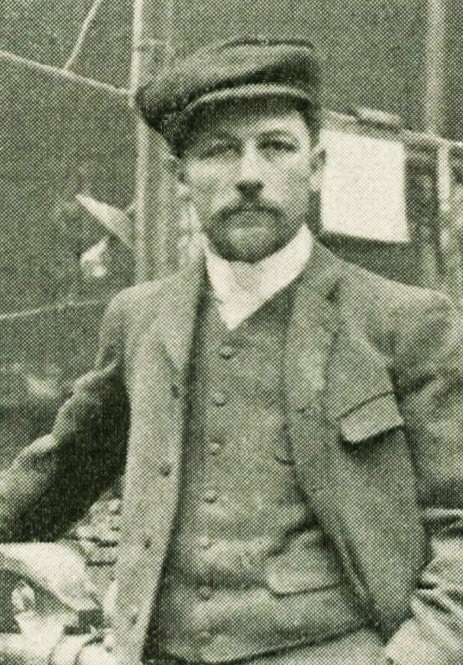
Léon Serpollet 1906-ban
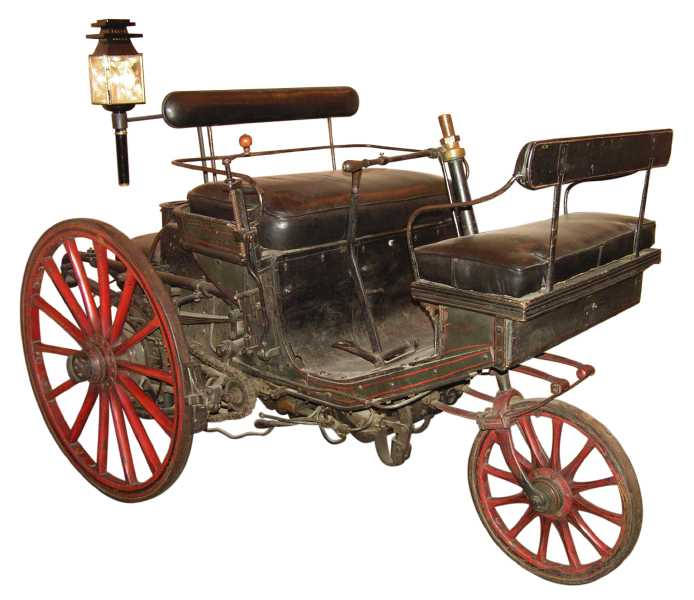
Serpollet gőzüzemű tricklije, 1888]
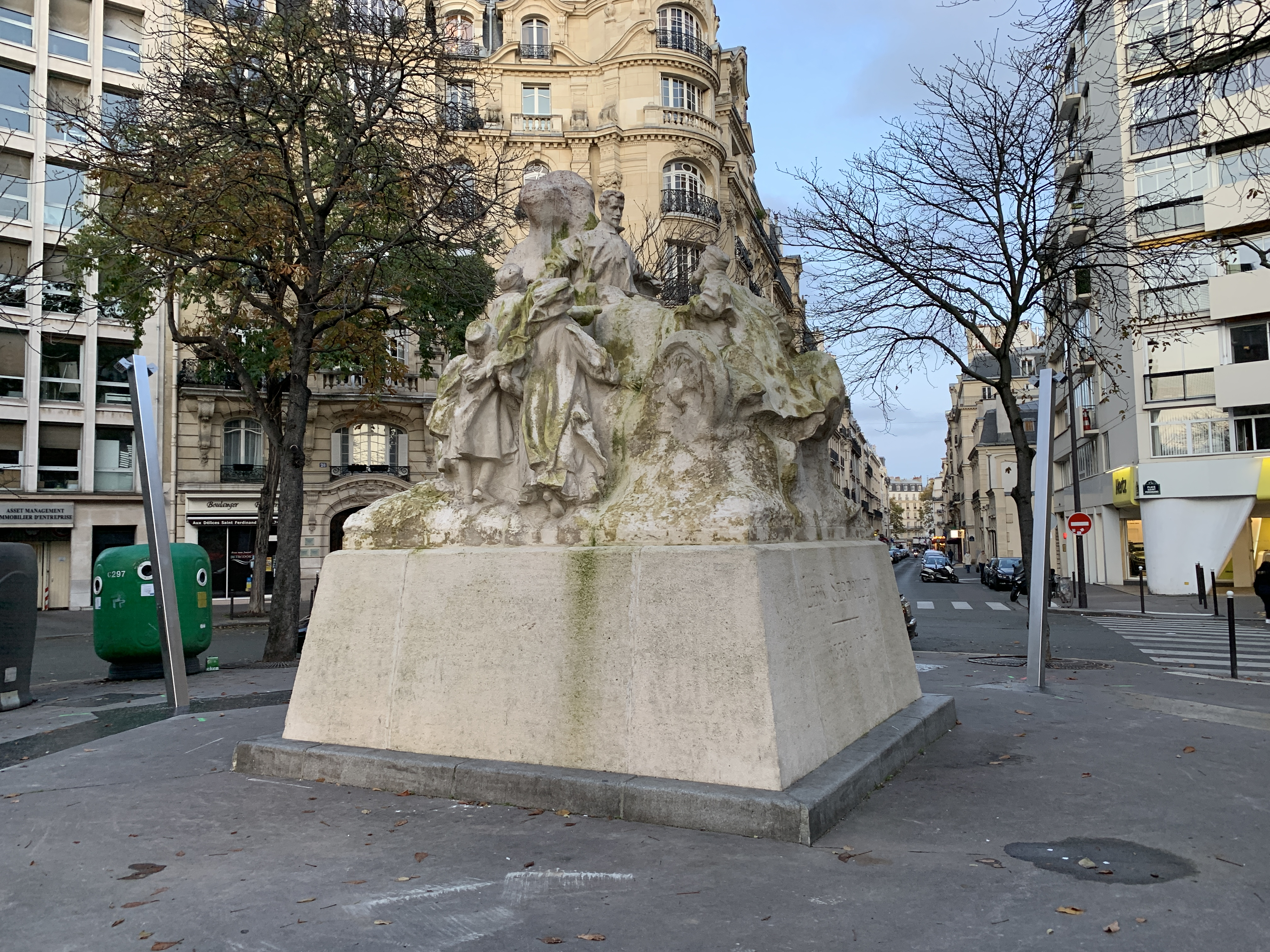
Emlékműve Párizsban

## Forrás
- Révai Nagy Lexikona, 16. kötet: Racine-Sodoma (1924) 762. old.